# Kodihalli, Holenarsipur
Kodihalli là một làng thuộc tehsil Holenarsipur, huyện Hassan, bang Karnataka, Ấn Độ.